# Makoto Kino
Makoto Kino (木野 まこと Kino Makoto?, conocida como "Lita" en  Latinoamérica y como "Patricia" en España), alias Sailor Jupiter (セーラージュピター Sērā Jupitā?,  traducido en España como "Guerrero Júpiter"), es un personaje ficticio de la serie de manga y anime Sailor Moon. Sailor Jupiter posee el poder de la manipulación de relámpagos, así como ciertos ataques mágicos asociados a la temática de los árboles. Dentro del grupo de Sailor Senshi del Sistema Solar, Sailor Jupiter pertenece al equipo de las Sailor Senshi del Sistema Solar Interno; quienes se han dedicado a proteger a Sailor Moon desde los tiempos del Reino de la Luna hasta el presente.

Como la joven Makoto Kino, ella es una adolescente que asiste a la misma escuela que la protagonista de la serie, Usagi Tsukino. Usagi, quien ya había empezado a adoptar la identidad alterna como la guerrera "Sailor Moon", ayuda a Makoto a descubrir que ella tiene el poder de transformarse en otra guerrera justiciera, "Sailor Jupiter". Más adelante, se descubre que la razón por la que Makoto puede transformarse de esta forma es porque ella es en realidad la reencarnación de Sailor Jupiter, una guerrera del tipo Sailor Senshi que provenía del planeta Júpiter y protegía a la princesa de un reino llamado el Milenio de Plata en su vida pasada. 

Cada vez que se transforma en esta guerrera, Makoto adquiere poderes sobrenaturales para combatir el mal. Por esta razón, Makoto se une al grupo de justicieras formado por Usagi y sus demás compañeras; adoptando el nombre y apariencia de Sailor Jupiter cada vez que se enfrentan a un nuevo enemigo.

## Perfil
Makoto Kino es presentada como una adolescente de ojos verdes y cabello castaño naturalmente ondulado, atado en una cola de caballo, quién es más alta que la chica japonesa estándar. Ella aparece como una estudiante de secundaria fuerte, hacendosa y sentimental que pronto adquiere la capacidad de transformarse mágicamente en una justiciera con el poder de manipular el trueno y el relámpago, "Sailor Jupiter". Una de las características que Naoko Takeuchi más destaca en este personaje es su altura y su fortaleza física. Al principio de su aparición en la historia, ella llega como una nueva estudiante que ha sido transferida, e inicialmente su imagen era considerada como "ruda" por algunos de los alumnos de la escuela de Usagi, que le temían. Al ser una chica con una estatura superior a la media (en Japón), no había disponibles uniformes de su talla; por lo que debió continuar vistiendo el uniforme de su escuela previa. Algunos compañeros de clase de Usagi murmuraban, equivocadamente, que Makoto había sido expulsada de su anterior colegio por pelear. A pesar de esto, Usagi siente curiosidad e intenta entablar una conversación con la "chica nueva"; situación que las lleva a enfrentar juntas algunos enemigos y a descubrir que Makoto tiene la capacidad de adoptar mágicamente una identidad alterna para combatir el mal como "Sailor Jupiter". Tras el descubrimiento de sus habilidades, Makoto entabla una buena relación con Usagi y Ami; lo que revela una personalidad muy amable y agradable, muy distinta del errado concepto general que todos los demás parecían tener de ella.
| Datos extra sobre Makoto |                                  |
| Nombre real (japonés)    | Makoto Kino                      |
| Nombre español           | Patricia Kino                    |
| Nombre latinoamericano   | Lita Kino                        |
| Nombre estadounidense    | Lita Kino                        |
| Fecha de nacimiento      | 5 de diciembre                   |
| Horóscopo                | Sagitario                        |
| Tipo de sangre           | 0                                |
| Color favorito           | Rosa y verde                     |
| Comida favorita          | Tarta de cerezas                 |
| Comida que odia          | Espárragos en conserva           |
| Pasatiempo               | Buscar rebajas                   |
| Materia favorita         | Economía doméstica               |
| Materia que odia         | Física                           |
| Habilidad especial       | Cocinar                          |
| Le teme a                | Los aviones                      |
| Sueño por cumplir        | Casarse y ser pastelera/florista |

Una vez que se suma al grupo de Usagi, tanto en su forma cotidiana como en su rol como Sailor Jupiter, Makoto se destaca por ser muy alta y fuerte para su edad. También se caracteriza por su candor así como su tendencia a proteger a otros y luchar haciendo uso no sólo de sus poderes mágicos; sino también de su propia y habitual gran fuerza física, la cual a veces usa en el combate cuerpo a cuerpo. En la mayoría de las adaptaciones, esto se traduce en un uso más o menos efectivo de las artes marciales. Si bien no domina ese arte tan bien como Sailor Uranus; esto es algo en lo cual, por lo general, tampoco está acostumbrada a perder. Por tal razón, su ingenuo exceso de confianza en su propia fuerza a veces le ha ocasionado desagradables sorpresas; con lo cual también se la ve esforzándose por superarse y mejorar en ello, y en el anime de los años 90 incluso se la ve realizando (formalmente) un entrenamiento en el kung fu. Sin embargo, es a su vez presentada como una muchacha muy romántica, con ideas sentimentales respecto al amor; y aunque en repetidas ocasiones profesa un gran respeto por la genéricamente transgresora Haruka Ten'ō  (a quien admira tanto por su propia fortaleza como por su desinhibida confianza en sí misma), a menudo expresa, en forma conjunta, la preocupación por poder actuar y mostrarse también de manera más "femenina". En algunas adaptaciones se sugiere que las inseguridades del personaje, ante el ocasional prejuicio social por su propia estatura y fuerza física, juegan un rol en su tendencia a tratar de compensar esa imagen con un costado más "suave y delicado" de sí misma; el cual se cita como especialmente reflejado en su talento para la cocina, el cuidado de las plantas y las artesanías domésticas. Además, aunque en Crystal y Eternal ella es inicialmente más calma y discreta, al igual que sensible y compasiva (aunque también más vulnerable y un poco más sentimentalmente ingenua, hasta que llega a la conclusión de que sus propios anhelos románticos son secundarios a su misión como Sailor Senshi); en el primer anime se la caracteriza (particularmente) como mucho más autoconfiada, vehemente y efusiva, encontrando en varios chicos que conoce un parecido con el que fue su amor no correspondido en su anterior colegio, a quien llamaba su senpai. Por eso, cuando se decide a acercarse a alguien nuevo del sexo opuesto, procura no dudar hasta intentarlo; sin importar las dificultades. Entre las personas de las que se enamora brevemente en esa adaptación figuran Motoki (Andrew), "Joe Tenazas" (un exintegrante de los Siete Youma), el Caballero de la Luna y Seijūrō Ginga (Steven), Ojo de Tigre y hasta la propia Haruka (Sailor Uranus).
En la historia se cuenta que Makoto vive sola desde que sus padres murieron en un accidente aéreo, por lo que ha desarrollado un temor y fobia hacia los aviones. Sin embargo, es también descrita como una muchacha emotivamente fuerte, quien ha aprendido a cuidarse sola y siente una particular afición por varios tipos de actividades relacionadas con los quehaceres domésticos; como la costura, las manualidades y la jardinería, pero en especial la cocina. Su pasatiempo favorito es salir a buscar rebajas. En la escuela, la materia escolar que aparece citada como su preferida es la Economía Doméstica (mientras que la que se nombra como su menos preferida es la Física). Algunos de sus sueños mencionados durante la trama, asimismo, revelan su deseo de casarse y tener su propia pastelería (o una tienda de flores) cuando sea mayor. De acuerdo con estos detalles de su caracterización, en varios episodios se la muestra preparando diferentes comidas para compartir con otras personas, o haciendo pasteles y galletas para regalárselos a sus amigos (algo que en el primer anime también se ve en sus relaciones con el sexo opuesto). Como datos adicionales, además, se menciona que le gusta leer novelas románticas, su animal favorito es el caballo, y su piedra preferida es la esmeralda (aludiendo a la gran cantidad de referencias al color verde en su personalidad y vestimenta). En la adaptación animada de los años 90 se revela que Makoto también posee una notable destreza para bailar, así como también una inesperada habilidad natural para el patinaje artístico sobre hielo (heredada de su propia existencia previa).
Además de su fuerte vínculo con el resto de sus compañeras justicieras, en el manga se muestra también que Makoto tiene una muy buena amistad con dos jóvenes comunes y corrientes: la hermana menor de Motoki Furuhata, Unazuki, y un joven estudiante llamado Ittou Asanuma (quien es también amigo de Mamoru Chiba, alias "Tuxedo Mask").

## Aspectos y formas
Debido a que Makoto es un personaje con diferentes encarnaciones, poderes especiales y transformaciones, y una vida más larga de lo normal que abarca desde la era del Milenio de Plata hasta el siglo XXX, ella asume diferentes aspectos e identidades a medida que la serie avanza.

### Sailor Jupiter

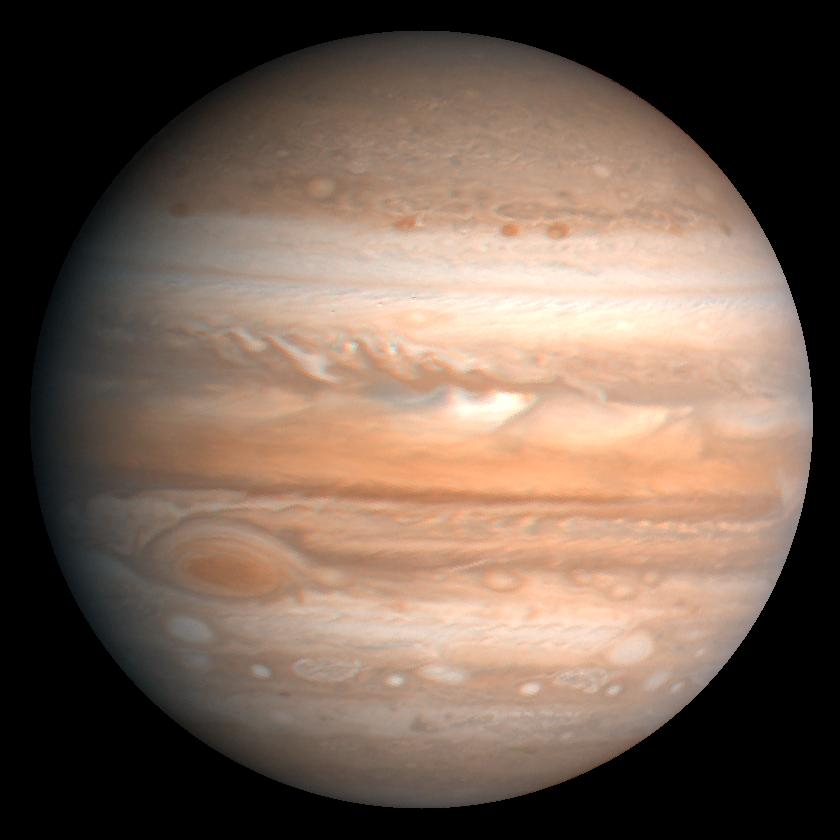
Júpiter, el planeta protector de Sailor Jupiter.

Es la identidad de Makoto como guerrera Sailor Senshi. Como el resto de las justicieras del equipo, lleva un uniforme similar a un sailor fuku y combate el mal por medio de una facultad mística conectada con un planeta o astro específico. El uniforme de Sailor Jupiter se destaca por tener el cuello de marinero, la falda y los botines de color verde oscuro, además de sus moños de color rosa. Sailor Jupiter proviene originalmente del planeta Júpiter, es una de las Sailor Senshi del Sistema Solar y una de las ocho guerreras que siguen a Sailor Moon, la protagonista. También es, junto a Sailor Mercury, Sailor Mars y Sailor Venus una de las cuatro reencarnadas "guardianas de la princesa de la luna"; quienes se han dedicado a proteger a Sailor Moon desde los tiempos de su vida pasada como la Princesa Serenity, en el antiguo reino del Milenio de Plata, hasta el presente.
Sailor Jupiter es conocida como la "Guerrera de la Protección", "del Amor y el Coraje", o también como la Guerrera del Trueno y el Valor. El cuerpo celeste asociado a ella, el planeta Júpiter, recibe el nombre de "Mokusei" (木星?) en el idioma japonés y es a veces descrito en la obra como el planeta que simboliza la protección y la misericordia. El primer kanji de "Mokusei", asimismo, significa "árbol"; mientras que "sei" indica el carácter celestial del nombre. Sin embargo, sólo algunas de las técnicas de ataque de Sailor Jupiter aluden a la conexión (mística) de su astro con la vegetación y la madera ; mientras que la mayoría de sus poderes se basan, más bien, en la temática de los rayos y truenos. Esto es una característica asociada no sólo al planeta sino (también) a la figura en la mitología clásica occidental de la cual su astro recibió el nombre: el dios griego Zeus, llamado Júpiter por los romanos; de quien el personaje toma también su rol protector y su notable fuerza.
Conforme avanza la serie, Sailor Jupiter se vuelve más poderosa y se le van agregando nuevos detalles a su traje de justiciera. En ciertos momentos clave, su uniforme cambia notoriamente para reflejar esto, adoptando una apariencia similar al uniforme de la propia Sailor Moon. La primera vez que esto sucede (cuando ella y las demás reciben nuevos poderes en la cuarta temporada), éste adopta una apariencia similar al de "Súper Sailor Moon". La segunda vez, sólo en el manga, adopta una similar al de "Eternal" Sailor Moon (pero sin el detalle de las alas).

#### En el Milenio de Plata

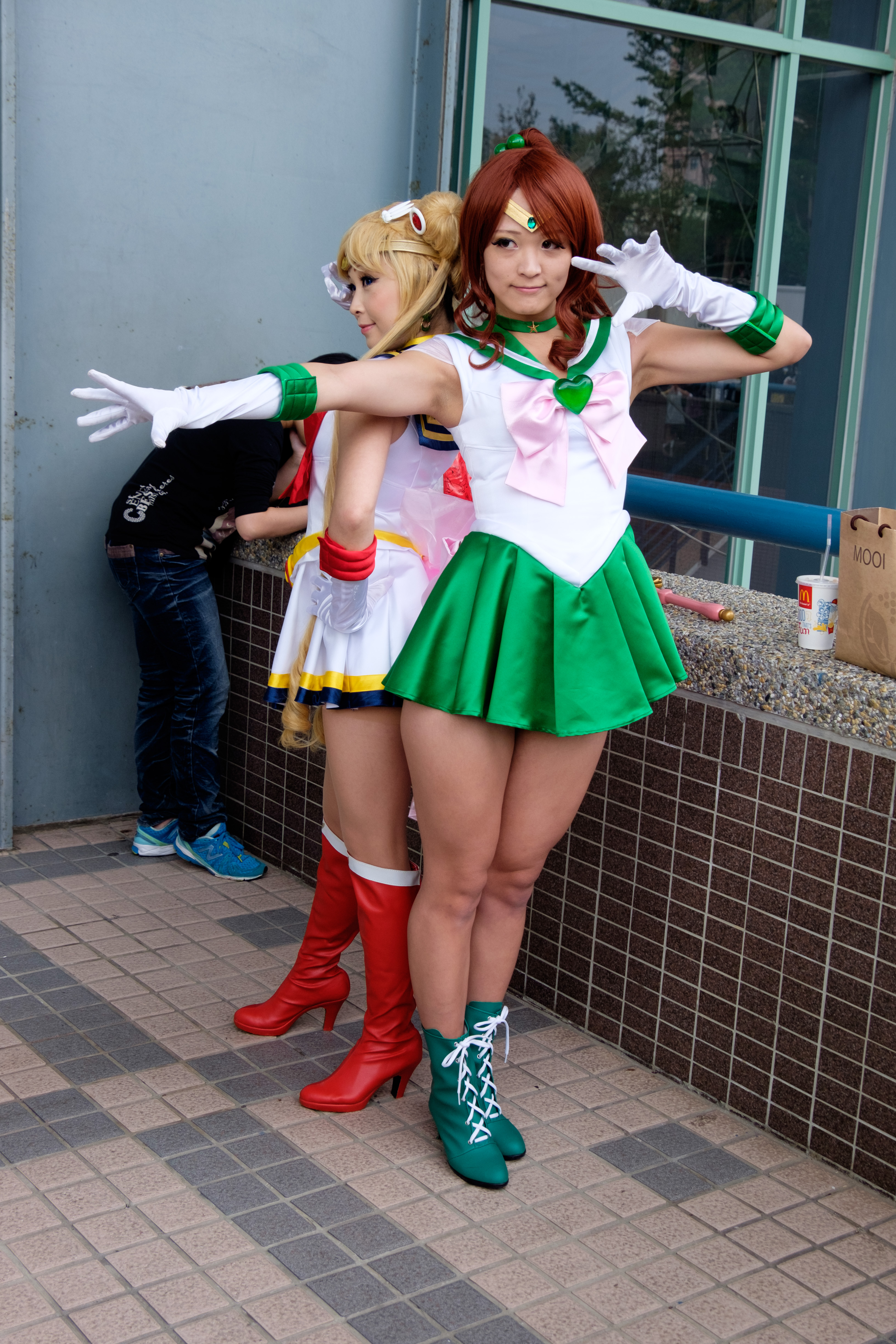
imagen de unas Cosplayers interpretando a Sailor Moon y Sailor Jupiter.

Makoto, como el resto de las protagonistas, es la reencarnación de una de las ocho guerreras que vivieron para proteger a la princesa Serenity, heredera al trono del antiguo Milenio de Plata, el Reino de la Luna, en su vida pasada. En esos tiempos, cada planeta del Sistema Solar poseía una guerrera Sailor Senshi que lo protegía, y todas estas guerreras se unían para proteger en conjunto a todo el Sistema Solar. A su vez, las guerreras se subordinaban a la autoridad de la dinastía real del Milenio de Plata, es decir la familia real de la Luna, quienes eran los guardianes más abnegados y poderosos de todo el Sistema. En su vida anterior como Sailor Jupiter, se dice que el personaje de Makoto vivía en el Milenio de Plata junto a sus compañeras, las otras guerreras. Una vez que éste fue reino destruido, todas renacieron en la Tierra del siglo XX junto con Serenity, la princesa del antiguo Milenio de Plata, y su corte. Cuando renace en el planeta Tierra en el siglo XX, Sailor Jupiter continúa su labor como una de las Sailor Senshi del Sistema Solar Interno al combatir el mal y proteger a la reencarnación de la Princesa Serenity, la protagonista Usagi Tsukino también conocida como "Sailor Moon".
Sólo en la adaptación de Sailor Moon Crystal, en los musicales y en el videojuego Sailor Moon: Another story se agregó, por otra parte, una relación sentimental para la historia de fondo del pasado del personaje en los tiempos del antiguo Reino de la Luna; según el cual, en dicha época, Sailor Jupiter estaba enamorada de Nephrite, uno de los cuatro Shitennō (que servían al actual príncipe heredero al trono del Reino Dorado de Elysion y de la Tierra, Endymion). Según el Libro Conmemorativo del 20° Aniversario, Nephrite también correspondió (de alguna manera) a esos sentimientos. Aunque dicha posibilidad nunca fue explorada en el manga, la autora Naoko Takeuchi retrató una vez al personaje de Sailor Jupiter en brazos de Nephrite, en una ilustración complementaria publicada en el volumen 1 de la serie de libros Bishōjo senshi sērāmūn gengashū ("Colección de imágenes originales de Sailor Moon").

#### En la historia deSailor Moon
Como la reencarnación de una de las guerreras del Milenio de Plata, Makoto empieza a manifestar los poderes que tenía en su vida pasada cuando ella y Sailor Moon son atacadas por un enemigo. La gata Luna le entrega una pluma al notar el signo de Júpiter en su frente durante la pelea, y es por medio de este objeto que ella puede convertirse en Sailor Jupiter por primera vez en la serie. Como la justiciera Sailor Jupiter, ella ayuda a Sailor Moon a derrotar a su oponente. Entonces Luna le explica a Makoto que a partir de ahora ella es la guerrera con el poder del trueno y el relámpago,  siendo la única que puede usar dichas habilidades para combatir el mal, y cuya fortaleza y valor serán sumamente valiosos en las batallas que se presenten.

Imagen de las partes del uniforme de Sailor Jupiter

En la primera temporada, tanto en el manga como en la serie de anime, Sailor Jupiter al igual que sus compañeras (Sailor Mercury, Mars y Venus) se sacrifica para proteger a Sailor Moon y ayudarla a vencer a un poderoso enemigo: la reina Metalia del Dark Kingdom (Negaverso). Una vez que Metalia es derrotada, las cuatro son resucitadas por Sailor Moon con el poder de su Cristal de Plata. Tras la desaparición de estos villanos, sin embargo, Makoto continúa transformándose para luchar como Sailor Jupiter, en la segunda temporada; aunque esta vez contra un nuevo grupo de antagonistas, el grupo "Black Moon". Es entonces cuando conoce a Chibiusa y acaba por viajar por el tiempo al futuro del siglo 30, donde ayuda a Sailor Moon a liberar a la Tierra del futuro de los planes de este malévolo grupo. Por otra parte, descubre que en el siglo XXX Usagi (es decir, Sailor Moon) como la reencarnación de la antigua Princesa Serenity de la Luna, ascenderá al trono de un nuevo reino del Milenio de Plata, con el nombre de Neo Reina Serenity, y vivirá junto a Sailor Jupiter, Sailor Venus, Sailor Mars y Sailor Mercury en un lugar llamado Tokio de Cristal. 
Después de eso, de vuelta en el siglo XX, Sailor Jupiter y sus compañeras conocen a las Sailor Senshi del Sistema Solar Externo, con quienes ayudan a Sailor Moon a vencer consecutivamente a otros enemigos, entre ellos los Death Busters y sus sirvientes, las Brujas 5; así como el Circo Dead Moon y las Sailor Animamates junto a su líder, Sailor Galaxia. El personaje de Makoto o Sailor Jupiter entonces muere temporalmente junto con otras de las justicieras a manos de los últimos adversarios de la serie, el imperio de Shadow Galactica; pero finalmente ella y las demás son resucitadas por medio del poder de sus semillas estelares o cristales sailor. La serie termina con la derrota de Shadow Galactica, luego de la cual Sailor Jupiter y las demás vuelven a vivir tranquilamente.
En la serie, por otra parte, se establece desde muy temprano que Makoto y las demás guerreras del Sistema Solar Interno permanecerán siempre, y de manera voluntaria, al lado de Usagi; incluso en el lejano futuro del siglo 30 que visitan en la segunda temporada. Una vez que corroboran que Sailor Jupiter, Mercury, Mars y Venus vivirán junto a la contraparte futura de ésta, la "Neo-Reina Serenity", en una utópica ciudad llamada Tokio de Cristal (o "Crystal Tokyo"); Makoto y sus compañeras empiezan a concebir el luchar por la realización de tal futuro como su nueva meta, parte fundamental de su misión como justicieras y Sailor Senshi.

### Princesa Júpiter
Además de guerrera reencarnada del reino del Milenio de Plata, Makoto es en realidad la princesa del planeta Júpiter. En el manga, al igual que a las demás guerreras, se representa a Sailor Jupiter como princesa de su planeta de origen desde tiempos antiguos. Posee un palacio real en el planeta Júpiter, denominado castillo "Io" y recibe el nombre de Princesa Júpiter. Para identificarse oficialmente como la princesa de su planeta, ella lleva un largo vestido de color verde -- Makoto aparece de este modo en el Acto 41 del manga original, en materiales adicionales y en la Parte 2 de Pretty Guardian Sailor Moon Eternal (película de 2021).

## Diseño
Makoto utiliza generalmente una gama del color verde y rosa en su atuendo. Los kanji en su apellido significan "árbol" o "madera" (木 (ki?)) y "pradera" (野 (no?)). Su nombre se escribe en hiragana (まこと (makoto?)), cuyo significado se relaciona con "esperanza" o "verdad". El nombre "Makoto" es utilizado generalmente en hijos varones, pero también lo es para niñas en algunas ocasiones.
Es una chica muy alta, considerando el nivel promedio de altura de mujeres japonesas, lo cual también afecta a su personalidad, especialmente en la relación que tiene con los chicos. Su pelo es semi-ondulado y castaño oscuro en cual siempre lleva recogido con una cinta elástica con un accesorio esférico color verde. Utiliza aretes en forma de rosas y sus ojos son verdes y vivaces. Durante las primeras temporadas, su atuendo escolar difiere del utilizado en Yuuban, ya que mantiene su antiguo uniforme del colegio al que asistía con anterioridad. El mismo, es un sailor fuku  de color verde claro, distinto al utilizado por Usagi y sus compañeras, de color azul y blanco. 
Cuando se transforma en Sailor Jupiter, su vestuario cambia a una versión más corta del traje de marinero del uniforme escolar japonés con su falda y parte superior color verde, y detalles en color rosa. Posee la característica especial de una mini antena que emerge de la joya de su tiara. A medida que sus poderes evolucionan (lo que trae aparejado el cambio de vestuario gradual según la temporada de la serie), algunos detalles se modifican, como las mangas en dos capas semi transparentes superpuestas en SuperS.

## Poderes
Makoto, como las otras Sailor Senshi, debe transformarse "mágicamente" con el fin de tener acceso a sus poderes especiales. Para transformarse en Sailor Jupiter, primero tiene que utilizar un dispositivo especial (pluma, pulsera, varita, o cristal) y decir una frase especial (la cual originalmente fue: "Por el poder de Júpiter, transformación!"). A medida que se vuelve más poderosa, obtiene nuevas transformaciones con nuevos dispositivos, con lo cual cambia la frase para evocar el poder de Júpiter (ya sea tomándolo como una estrella o como un planeta) o bien para evocarlo por medio del poder de su cristal sailor. En el anime, cada vez que Sailor Jupiter se vuelve más poderosa, su secuencia de transformación cambia para reflejar esto. Con cada evolución, se actualizan las imágenes o bien para cambiar el fondo, o para acomodar cambios en su uniforme o un dispositivo de la nueva transformación; aunque casi todas las animaciones de su transformación siempre incluyen la misma descarga de rayos eléctricos que rápidamente forman órbitas alrededor de su cuerpo para adoptar la forma "saturniana" de un átomo, antes de tomar la apariencia de su uniforme.
En el manga y en Sailor Moon Crystal, el primer ataque original de Sailor Jupiter es el de Flower Hurricane ("Huracán de flores"),  el cual aquí consiste en una tormenta de flores que cega al enemigo (a diferencia de como funciona en la adaptación de PGSM, donde esta técnica tiene un alto poder ofensivo). En el manga y en Crystal, Flower Hurricane es inmediatamente seguido por un ataque en forma de relámpagos (Jupiter Thunderbolt, es decir "Rayo de Júpiter", en la edición renovada). Este último más adelante recibe el nuevo nombre de Supreme Thunder ("Trueno supremo") y es una técnica basada en la creación o invocación de relámpagos por medio de una pequeña antena extensible en su tiara. A partir de entonces, la trama pone un mayor énfasis en sus poderes basados en el uso de corrientes eléctricas, las cuales caracterizan al personaje en todas las versiones de la obra. Por ejemplo, la misma técnica de Supreme Thunder, la cual constituye también su ataque inicial en el primer anime, evoluciona dos veces para convertirse en una versión más poderosa, primero con el nombre de Supreme Thunder Dragon ("Supremo Dragón del Trueno") y después como Super Supreme Thunder ("Súper trueno supremo", a veces doblado como "Torbellino Eléctrico de Jupiter").
En la segunda temporada, Sailor Jupiter obtiene una nueva técnica llamada Sparkling Wide Pressure ("Centella Relampagueante de Júpiter") con la cual sus rayos toman la forma de un rayo globular), y la cual en el anime de los 90 permanece también como su principal método de ataque durante la tercera temporada y parte de la cuarta. En el manga y en Crystal, en cambio, la misma es reemplazada por la de Jupiter Coconut Cyclone ("Ciclón Tropical de Júpiter"), donde Sailor Jupiter extiende sus manos hacia arriba para formar una bola de energía mientras gira rápidamente, dando vueltas sobre sí misma, hasta que finalmente dispara la energía contra el enemigo.
Finalmente, cuando obtiene su primera forma más poderosa como Sailor Senshi (llamada "Super Sailor Jupiter" en el primer anime), ella obtiene la habilidad de usar un ataque llamado Jupiter Oak Evolution ("Evolución de roble de Júpiter", a veces doblado como "Ataque de hojas de roble de Júpiter"), basado en la combinación de electricidad y hojas de roble (el árbol dedicado al dios Júpiter) el cual es uno de sus ataques más poderosos en toda la serie. En el manga y en la Parte 2 de Pretty Guardian Sailor Moon Eternal (película de 2021)), el mismo aparece cuando Sailor Jupiter obtiene el Cristal de Júpiter, el cual es su cristal sailor y la fuente de todo su poder. En cambio, en la primera y única temporada de la serie de acción en vivo (donde Sailor Jupiter sólo se enfrenta a un único grupo de enemigos: el Dark Kingdom) ella usa una combinación de algunos de estos ataques y otros totalmente inéditos, hasta que se vuelve más poderosa tras aprender a manipular un arma previamente recibida de Artemis y llamada Sailor Star Tambourine: un tipo de pandereta elaborada en forma de estrella, la cual puede usar para lanzar ataques de energía más poderosos o para transformarla en una lanza de combate.

### Frases de transformación

Representación esquemática de la Corona de Hojas de Roble de Sailor Jupiter (4ª temporada)

Las siguientes frases que Makoto Kino pronuncia al transformarse en Sailor Jupiter son: 